# Anastasia Oberstolz-Antonova
Anastasia Oberstolz-Antonova (Kemerovo, URSS, 12 de octubre de 1981) es una deportista italiana que compitió en luge en la modalidad individual. Está casada con el piloto de luge Christian Oberstolz.
Ganó dos medallas de bronce en el Campeonato Mundial de Luge, en los años 2004 y 2005, y dos medallas de plata en el Campeonato Europeo de Luge, en los años 2004 y 2006.

## Palmarés internacional
| Campeonato Mundial | Campeonato Mundial         | Campeonato Mundial | Campeonato Mundial |
| Año                | Lugar                      | Medalla            | Prueba             |
| ------------------ | -------------------------- | ------------------ | ------------------ |
| 2004               | Nagano (Japón)             | Medalla de bronce  | Equipo             |
| 2005               | Park City (Estados Unidos) | Medalla de bronce  | Equipo             |
| Campeonato Europeo |                            |                    |                    |
| Año                | Lugar                      | Medalla            | Prueba             |
| 2004               | Oberhof (Alemania)         | Medalla de plata   | Equipo             |
| 2006               | Winterberg (Alemania)      | Medalla de plata   | Equipo             |